# Тарнув-Опольский (станция)
Тарнув-Опольский (пол. Tarnów Opolski) — железнодорожная станция в селе Тарнув-Опольский в гмине Тарнув-Опольский, в Опольском воеводстве Польши. Имеет 2 платформы и 2 пути.
Станция на железнодорожной линии Бытом — Вроцлав-Главный построена в 1878 году, когда эта территория была в составе Германской империи.